# Xã Rudyard, Michigan
Xã Rudyard (tiếng Anh: Rudyard Township) là một xã thuộc quận Chippewa, tiểu bang Michigan, Hoa Kỳ. Năm 2010, dân số của xã này là 1.370 người.